# Mikazuki Iwa
Mikazuki Iwa (japanisch 三日月岩 ‚Kronenfelsen‘) ist ein Felsvorsprung im ostantarktischen Königin-Maud-Land. Er ragt als östlicher Ausläufer des Mount Gaston de Gerlache im südlichen Teil des Königin-Fabiola-Gebirges auf.
Japanische Wissenschaftler nahmen 1969 seine Vermessung und 1979 die Benennung vor.